# Список наград и номинаций Depeche Mode
Список наград и номинаций Depeche Mode включает в себя премии, номинации, а также показатели чартов и рейтингов группы с момента её образования в 1981 году. В общей сложности группа была удостоена 11 наград в 38 различных номинациях, в их числе «Грэмми», MTV Video Music Awards, MTV Europe Music Awards, BRIT Awards, Echo Awards, Viva COMET Awards, UK MV Awards, Meteor Music Awards, Beatport Music Awards, MidemNet Awards, Popkomm Awards, Side-Line Music Awards, DanceStar Music Awards и мексиканская премия Lunas del Auditorio.
Композитор Depeche Mode Мартин Ли Гор в 1999 году получил премию имени Айвора Новелло за «Международные достижения».
В 2011 году благотворительной организацией MusiCares вокалисту группы Дэвиду Гаану была присуждена награда имени блюзмена Стиви Рэй Вона за активную помощь в филантропической деятельности.

## Награды и номинации

### «Грэмми»
Премия «Грэмми» считается наиболее важной музыкальной наградой и вручается ежегодно Национальной академией искусства и науки звукозаписи. Depeche Mode номинировались 5 раз.
| Год[≡] | Номинированная работа  | Категория                         | Результат |
| ------ | ---------------------- | --------------------------------- | --------- |
| 1995   | Devotional             | Лучшее длинное музыкальное видео  | Номинация |
| 2001   | «I Feel Loved»         | Лучшая танцевальная запись        | Номинация |
| 2006   | «Suffer Well»          | Лучшая танцевальная запись        | Номинация |
| 2010   | Sounds of the Universe | Лучший альтернативный альбом      | Номинация |
| 2010   | «Wrong»                | Лучшее короткое музыкальное видео | Номинация |

[^] Ссылки ведут на статьи о церемониях вручения «Грэмми» за соответствующий год.

### MTV Video Music Awards
MTV Video Music Awards — ежегодная церемония награждения за создание видеоклипов, Depeche Mode были номинированы два раза.
| Год[≡] | Номинированная работа | Категория                   | Результат |
| ------ | --------------------- | --------------------------- | --------- |
| 1990   | «Personal Jesus»      | Лучшее альтернативное видео | Номинация |
| 1993   | «I Feel You»          | Лучшее видео группы         | Номинация |

[^] Ссылки ведут на статьи о церемониях вручения MTV VMA за соответствующий год.

### MTV Europe Music Awards
MTV Europe Music Awards — ежегодная церемония вручения музыкальных наград, проводимая европейским отделением MTV. Depeche Mode были номинированы четырежды, одержали победу в 2006 году.
| Год[≡] | Номинант     | Категория                      | Результат |
| ------ | ------------ | ------------------------------ | --------- |
| 2001   | Depeche Mode | Лучший официальный сайт группы | Номинация |
| 2002   | Depeche Mode | Лучшее живое выступление       | Номинация |
| 2006   | Depeche Mode | Лучшая группа                  | Победа    |
| 2007   | Depeche Mode | Лучшая интерактивная группа    | Номинация |

[^] Ссылки ведут на статьи о церемониях вручения MTV Europe Music Awards за соответствующий год.

### BRIT Awards
BRIT Awards — ежегодная церемония вручения музыкальных наград Великобритании в области поп-музыки, Depeche Mode получили одну награду в категории «Лучший британский сингл» в 1991 году.
| Год  | Номинированная работа | Категория                           | Результат |
| ---- | --------------------- | ----------------------------------- | --------- |
| 1982 | Depeche Mode          | Лучший новый британский исполнитель | Номинация |
| 1991 | «Enjoy the Silence»   | Лучший британский сингл             | Победа    |
| 1991 | «Enjoy the Silence»   | Лучшее британское видео             | Номинация |
| 1994 | «I Feel You»          | Лучшее британское видео             | Номинация |

### UK Music Video Awards
UK Music Video Awards — ежегодная церемония вручения премий за достижения в области производства музыкального видео. Depeche Mode номинировались три раза, одержали победу в 2011 году
| Год  | Номинированная работа | Категория                         | Результат |
| ---- | --------------------- | --------------------------------- | --------- |
| 2009 | «Wrong»               | Лучшее рок-видео                  | Номинация |
| 2009 | «Wrong»               | Лучшие визуальные эффекты в видео | Номинация |
| 2011 | «Personal Jesus 2011» | Лучшее альтернативное видео       | Победа    |

### Echo Award
Echo Award — национальная премия немецкой Академии звукозаписи, присуждаемая артистам с наибольшим числом музыкальных продаж за год. Depeche Mode были номинированы 8 раз, одержали победу в номинации «Лучшая международная группа» в 2010 году.
| Год  | Номинированная работа  | Категория                   | Результат |
| ---- | ---------------------- | --------------------------- | --------- |
| 1998 | «It’s No Good»         | Лучшая международная группа | Номинация |
| 1999 | The Singles 86-98      | Лучшая международная группа | Номинация |
| 2002 | Exciter                | Лучшая международная группа | Номинация |
| 2006 | Playing the Angel      | Лучшая международная группа | Номинация |
| 2007 | Touring the Angel      | Лучшее концертное видео     | Номинация |
| 2007 | Best Of                | Лучшая международная группа | Номинация |
| 2010 | Sounds of the Universe | Лучший международный альбом | Номинация |
| 2010 | Depeche Mode           | Лучшая международная группа | Победа    |

### Q Awards
Q Awards — ежегодная премия, вручаемая в различных категориях британским музыкальным журналом Q, Depeche Mode получили премию в категории «Innovation Award» в 2002 году.
| Год  | Номинант     | Категория        | Результат |
| ---- | ------------ | ---------------- | --------- |
| 2002 | Depeche Mode | Innovation Award | Победа    |

### Viva COMET Awards
Viva COMET — музыкальная награда, церемония вручения которой проводится ежегодно немецким телеканалом VIVA. Depeche Mode стали лучшими международными артистами по версии Viva в 2001 году.
| Год  | Номинант     | Категория                    | Результат |
| ---- | ------------ | ---------------------------- | --------- |
| 2001 | Depeche Mode | Лучшие международные артисты | Победа    |

### Ivor Novello Awards
Ivor Novello Awards — музыкальная награда Британской академии композиторов и авторов, учреждённая в честь британского шоумена, автора и композитора первой половины XX века Айвора Новелло. Мартин Гор получил премию имени Новелло в 1999 году.
| Год  | Номинант   | Категория                | Результат |
| ---- | ---------- | ------------------------ | --------- |
| 1999 | Мартин Гор | Международные достижения | Награда   |

### MusiCares Awards
MusiCares — филантропическая организация Национальной академии искусства и науки звукозаписи, занимающаяся обеспечением необходимой помощи представителям музыкального сообщества, в первую очередь, страдающим от алкогольной и наркотической зависимости. Дэвид Гаан был удостоен премии в 2011 году.
| Год  | Номинант   | Категория                    | Результат |
| ---- | ---------- | ---------------------------- | --------- |
| 2011 | Дэвид Гаан | Награда имени Стиви Рэй Вона | Награда   |

### Meteor Music Awards
Meteor Music Awards — национальная музыкальная награда Ирландии, Depeche Mode номинировались один раз.
| Год  | Номинированная работа | Категория                   | Результат |
| ---- | --------------------- | --------------------------- | --------- |
| 2006 | Playing the Angel     | Лучший международный альбом | Номинация |

### Beatport Music Awards
Beatport Music Awards — одна из самых значимых церемоний присуждения наград в области электронной музыки, премия учреждена сайтом Beatport.com. Depeche Mode номинировались один раз в 2010 году.
| Год  | Номинированная работа            | Категория         | Результат |
| ---- | -------------------------------- | ----------------- | --------- |
| 2010 | «Hole To Feed (Popof Vocal Mix)» | Лучший техно-трек | Номинация |

### MidemNet Awards
Midem — крупнейшая в мире выставка, посвященная развитию музыкального бизнеса в эпоху цифровых технологий. В рамках MidemNet также проходят церемонии награждений музыкантов за лучшие сайты, Depeche Mode удостоились награды в 2001 году.
| Год  | Номинант     | Категория               | Результат |
| ---- | ------------ | ----------------------- | --------- |
| 2001 | Depeche Mode | Лучший официальный сайт | Победа    |

### Popkomm Awards
Popkomm — ежегодная музыкальная выставка, проводимая в Берлине. В рамках фестиваля Popkomm также проводятся церемонии награждения выдающихся музыкантов, Depeche Mode получили премию Popkomm Music DVD Award в 2002 году.
| Год  | Номинированная работа | Категория               | Результат |
| ---- | --------------------- | ----------------------- | --------- |
| 2002 | One Night In Paris    | Popkomm Music DVD Award | Победа    |

### DanceStar Music Awards
DanceStar Music Awards — американская премия в области танцевальной музыки, Depeche Mode выиграли в номинации «Лучший ремикс» в 2002 году.
| Год  | Номинированная работа               | Категория     | Результат |
| ---- | ----------------------------------- | ------------- | --------- |
| 2002 | «I Feel Loved (Danny Tenaglia mix)» | Лучший ремикс | Победа    |

### Lunas del Auditorio
Lunas del Auditorio — премия, объединяющая страны Латинской Америки и ведущие телеканалы региона: TV Azteca, Televisa, Canal 22, Canal 11. Церемония учреждена в 2002 году, проводится ежегодно в Мехико. Depeche Mode были номинированы один раз.
| Год  | Номинант     | Категория                                          | Результат |
| ---- | ------------ | -------------------------------------------------- | --------- |
| 2010 | Depeche Mode | Лучшие рок-песни, исполняемые на иностранном языке | Номинация |

### Side-Line Music Awards
Side-line — цифровой музыкальный журнал, проводящий голосования среди посетителей сайта. Depeche Mode принимали участие в двух номинациях в 2010 году.
| Год  | Номинант     | Категория                         | Результат |
| ---- | ------------ | --------------------------------- | --------- |
| 2010 | Depeche Mode | Лучшая группа                     | Номинация |
| 2010 | Depeche Mode | Лучшая группа, выступающая вживую | Номинация |

## Чарты и рейтинги
Результаты чартов и рейтингов Depeche Mode охватывают период с 1989 по 2012 год. Список включает версии журналов Q, Rolling Stone, Spin, New Musical Express, Blender, Billboard и других.
| Год  | Номинированная работа/Номинант | Категория                                                               | По версии                |
| ---- | ------------------------------ | ----------------------------------------------------------------------- | ------------------------ |
| 1989 | Black Celebration              | 25 величайших альбомов всех времён (№ 15)                               | Spin                     |
| 1989 | «Behind The Wheel/Route 66»    | 100 величайших синглов всех времён (№ 30)                               | Spin                     |
| 1992 | «Speak & Spell»                | 20 практически идеальных дебютных альбомов                              | NME                      |
| 1992 | «Everything Counts»            | 100 лучших независимых синглов всех времён (№ 23)                       | NME                      |
| 1999 | «Enjoy the Silence»            | 100 лучших синглов всех времён (№ 85)                                   | Q                        |
| 2000 | «Just Can’t Get Enough»        | 100 величайших поп-песен (№ 69)                                         | Rolling Stone            |
| 2002 | 101                            | Топ-100 от читателей журнала (№ 80)                                     | Rolling Stone            |
| 2003 | Violator                       | 500 величайших альбомов всех времён (№ 342)                             | Rolling Stone            |
| 2003 | «Personal Jesus»               | 500 величайших песен всех времён (№ 368)                                | Rolling Stone            |
| 2003 | Violator                       | 100 величайших альбомов всех времён (№ 79)                              | Q                        |
| 2003 | «Personal Jesus»               | 1001 лучшая песня всех времён (№ 472)                                   | Q                        |
| 2003 | «Never Let Me Down Again»      | 1001 лучшая песня всех времён (№ 599)                                   | Q                        |
| 2003 | «Just Can’t Get Enough»        | 500 величайших песен с момента вашего рождения (№ 62)                   | Blender                  |
| 2003 | «The Singles 86-98»            | 500 альбомов, которые вы должны приобрести                              | Blender                  |
| 2003 | Depeche Mode                   | 100 величайших рок/поп-артистов 1980-х годов (№ 77)                     | DigitalDreamDoor.com     |
| 2004 | Depeche Mode                   | 50 музыкальных групп, которые изменили мир                              | Q                        |
| 2004 | Music for the Masses           | 500 лучших альбомов всех времён (№ 194)                                 | Rolling Stone (Германия) |
| 2004 | Songs of Faith and Devotion    | 500 лучших альбомов всех времён (№ 337)                                 | Rolling Stone (Германия) |
| 2004 | «Personal Jesus»               | 500 лучших песен всех времён (№ 202)                                    | Rolling Stone (Германия) |
| 2005 | Violator                       | 100 величайших альбомов с 1985 по 2005 (№ 103)                          | Spin                     |
| 2005 | Catching Up with Depeche Mode  | 10 величайших музыкальных сборников за время существования Spin (№ 2)   | Spin                     |
| 2005 | Violator                       | Лучшая музыкальная коллекция                                            | Q                        |
| 2005 | Music for the Masses           | 1001 музыкальный альбом, который стоит прослушать, прежде чем вы умрёте | Роберт Даймери           |
| 2005 | Violator                       | 1001 музыкальный альбом, который стоит прослушать, прежде чем вы умрёте | Роберт Даймери           |
| 2005 | «Never Let Me Down Again»      | 1001 песня, которую стоит прослушать, прежде чем вы умрёте              | Роберт Даймери           |
| 2005 | «Personal Jesus»               | 1001 песня, которую стоит прослушать, прежде чем вы умрёте              | Роберт Даймери           |
| 2005 | «Enjoy the Silence»            | 1001 песня, которую стоит прослушать, прежде чем вы умрёте              | Роберт Даймери           |
| 2006 | «Personal Jesus»               | 100 величайших песен всех времён (№ 83)                                 | Q                        |
| 2006 | «Personal Jesus»               | Лучшее из 1980-х (№ 20)                                                 | Q                        |
| 2006 | «Personal Jesus»               | Топ-20 альбомов и синглов за время существования Q (№ 15)               | Q                        |
| 2006 | «Just Can’t Get Enough»        | 100 величайших песен 1980-х (№ 66)                                      | VH1                      |
| 2006 | Black Celebration              | Лучший альбом 1980-х — 1986 (№ 6)                                       | Treble                   |
| 2007 | Дэвид Гаан                     | 100 величайших певцов (№ 73)                                            | Q                        |
| 2008 | Violator                       | Лучший британский альбом (№ 15)                                         | Q                        |
| 2008 | Songs of Faith and Devotion    | Лучший британский альбом (№ 36)                                         | Q                        |
| 2008 | Violator                       | 50 лет британской музыки                                                | Q                        |
| 2008 | Violator                       | Лучший альбом 1990-х (№ 1)                                              | Treble                   |
| 2009 | Tour of the Universe           | Лучшие мировые турне (№ 20)                                             | Billboard                |
| 2010 | Дэвид Гаан                     | 100 величайших фронтменов (№ 27)                                        | Q                        |
| 2010 | Depeche Mode                   | 100 величайших артистов всех времён (№ 98)                              | VH1                      |
| 2010 | Violator                       | 100 величайших альбомов 1990-х (№ 57)                                   | Rolling Stone            |
| 2011 | Violator                       | 250 лучших альбомов за время существования Q (№ 43)                     | Q                        |
| 2011 | Violator                       | Лучшие альбомы 1990-х (№ 37)                                            | Slant Magazine           |
| 2011 | «People Are People»            | 500 песен, которые сформировали рок-н-ролл                              | Зал славы рок-н-ролла    |
| 2012 | Music for the Masses           | Лучшие альбомы 1980-х (№ 75)                                            | Slant Magazine           |
| 2012 | Дэвид Гаан                     | Топ-20 величайших фронтменов всех времён (№ 3)                          | XFM London               |
| 2012 | Violator                       | Лучший британский альбом (№ 2)                                          | HMV                      |
| 2012 | Depeche Mode                   | 1000 лучших артистов всех времён (№ 144)                                | Acclaimed Music          |